# Don’t Stop EP
A Don't Stop a brit rockénekes, Billy Idol első önálló kiadványa, egy középlemez (EP), amely 1981. október 21-én jelent meg. Tartalmazza többek között a Tommy James and the Shondells Mony Mony-jának feldolgozását, amely kislemezen is megjelent (bár igazán csak az 1987-es Vital Idol-féle élő verzió hatására lett népszerű), valamint a Generation X egyik utolsó számát, a Dancing with Myself-et. Ez utóbbit nem a többi dallal együtt vették fel, hanem egyszerűen átemelték a Kiss Me Deadly albumról és lerövidítették. Az "Untouchables" ugyancsak egy Generation X-szám, de ezt már újrafelvették.
Az EP a 71. helyet szerezte meg a Billboard 200-as listáján, és felkeltette az érdeklődést Billy Idol iránt, akinek 1982-ben megjelent első szólóalbumának beharangozója is volt egyben.

## Az album dalai
| 1.    | Mony Mony           | Tommy James, Bo Gentry, Ritchie Cordell, Bobby Bloom | 5:01 |
| 2.    | Baby Talk           | Billy Idol                                           | 3:14 |
| 3.    | Untouchables        | Idol                                                 | 3:39 |
| 4.    | Dancing with Myself | Idol, Tony James                                     | 4:50 |
| 16:44 |                     |                                                      |      |

## Közreműködtek
- Billy Idol – ének
- Steve Stevens – gitár
- Phil Feit – basszusgitár
- Steve Missal – dobok